# Castilleja thompsonii
Castilleja thompsonii là loài thực vật có hoa thuộc họ Cỏ chổi. Loài này được Pennell mô tả khoa học đầu tiên năm 1947.

## Hình ảnh

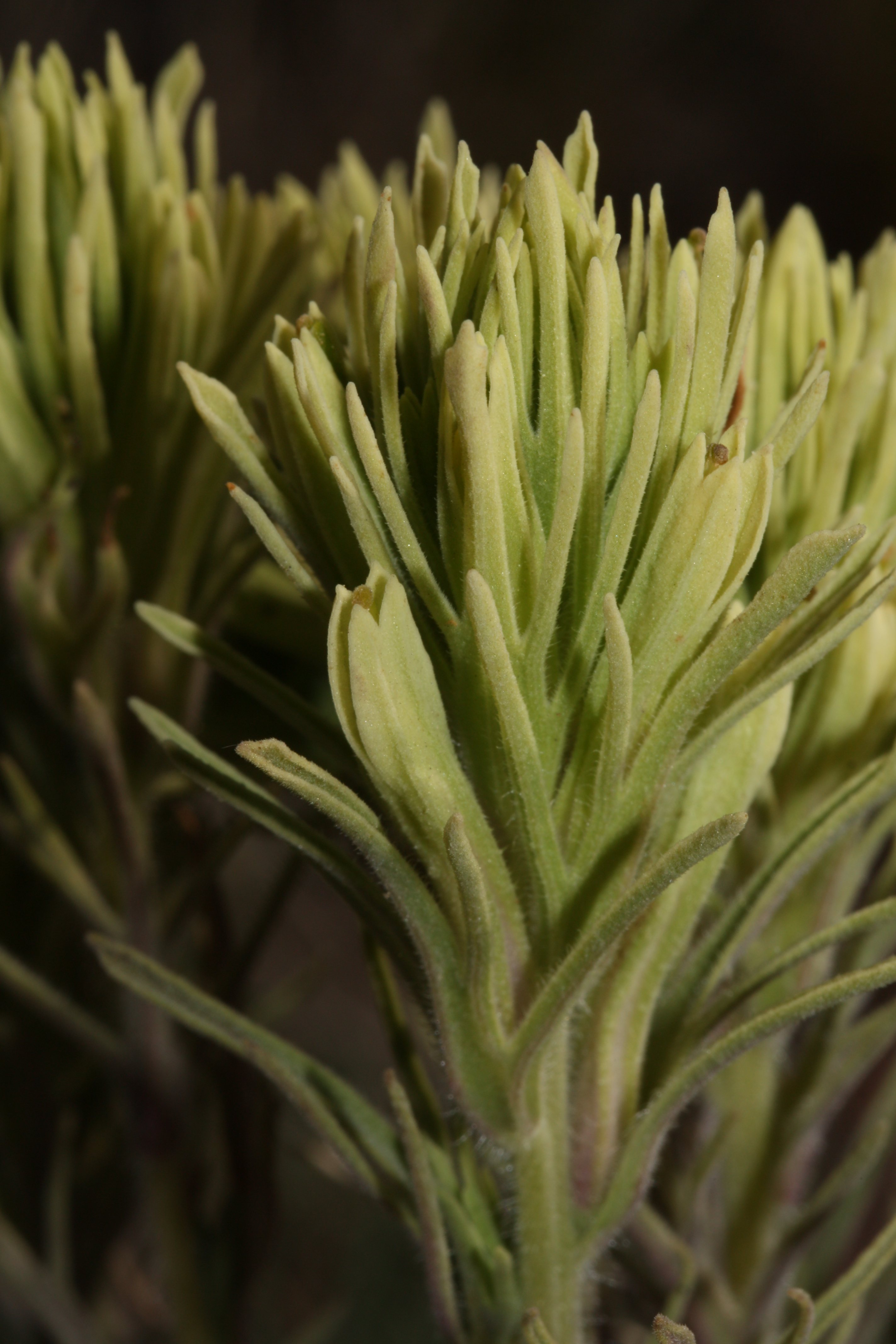
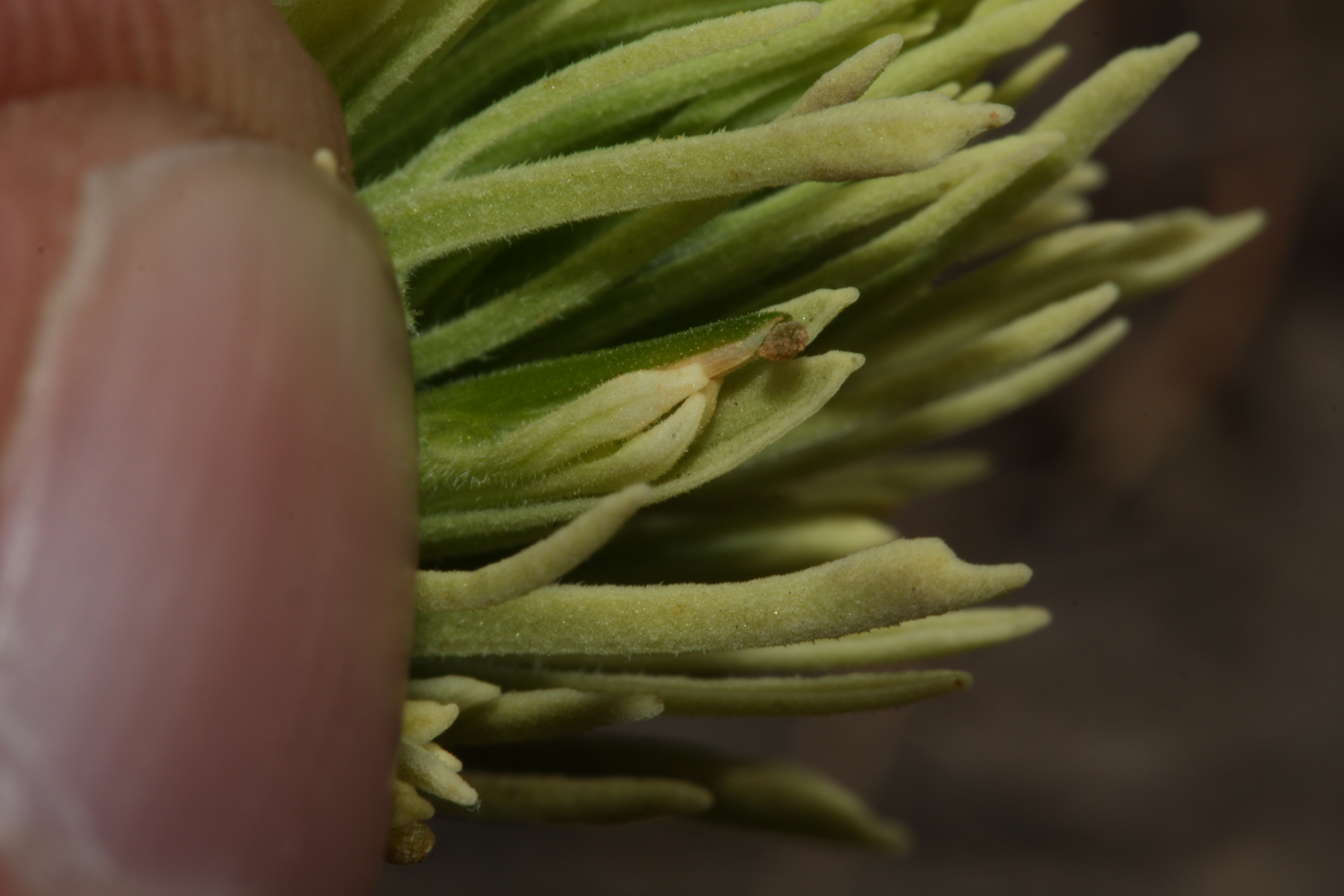
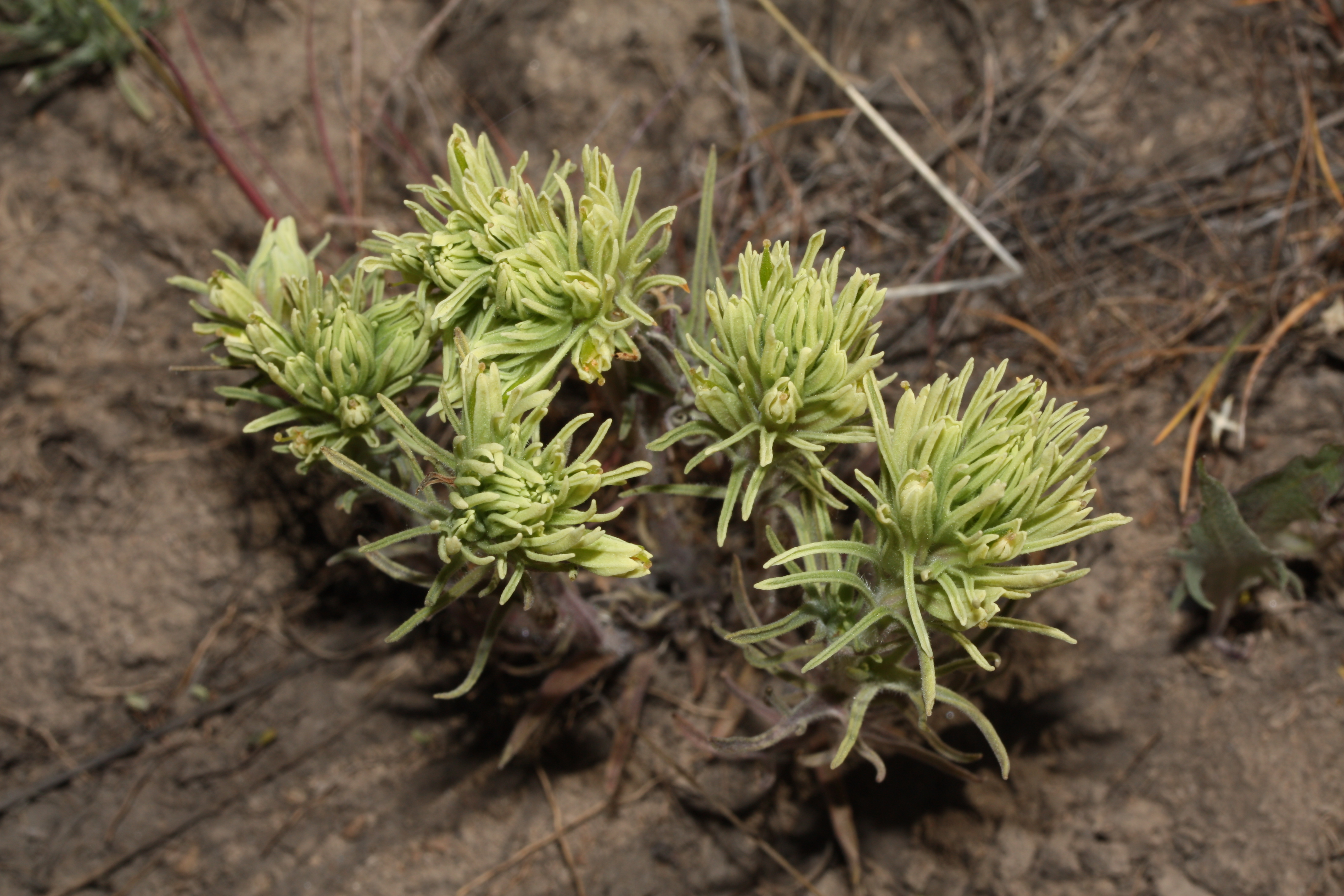